# Parlamentul Tinerilor
Parlamentul Tinerilor este un proiect al ONG-ului "Tineri în Acțiune", fiind un brand înregistrat la OSIM. Parlamentul tinerilor este un proiect ce deservește intereselor tinerilor prezentându-se sub forma unei simulări instituționale. Parlamentul Tinerilor reprezintă o instituție de dezbatere și acțiune a tinerei generații și a noilor elite. Nu are afiliere politica.

## Regulament
Regulament Parlamentul Tinerilor[nefuncțională]

## Componența

### Nivel Național
Parlamentul Tinerilor este format din 41 de Convenții Județene si 6 Convenții de Sector.
Convențiile Parlamentului Tinerilor desemnează un număr de deputați care să reprezinte fiecare județ. Deputații formează un număr de comisii ( ex: Comisia de Sănătate, Comisie pentru Educație ș.a.m.d) în funcție de necesitățile momentului. Comisiile se întrunesc pentru a propune proiecte legislative, care apoi sunt votate de toți deputații în Plenul Parlamentului Tinerilor.

### Nivel Județean/de Sector
Fiecare convenție județeană/de sector are un președinte de convenție, un vice-președinte, un secretar si un purtător de cuvânt. Fiecare convenție își poate crea un număr de departamente, pentru a eficientiza activitatea convenției.

## Ideea proiectului
Circuitul unui proiect
Parlamentul Tinerilor încearcă sa propună noi legi si inițiative legislative care să deservească interesele tinerilor pe care îi reprezintă. Deputații votează proiectele legislative în Comisiile l-a care au aderat, apoi aceste proiecte sunt aduse în Plenul Parlamentului și sunt votate sau respinse de toți deputații. Comisia Juridică (una dintre comisiile permanente) acordă proiectului o forma adecvată cu normele juridice actuale. Proiectul ajunge in Departamentul de Relații Publice, de aici ajungând la presă sau/și la autoritățile care au autoritate și competență în aplicarea proiectului.